# Chi Non Lavora Non Fa L'amore / La Prima Cosa Bella
Chi Non Lavora Non Fa L'Amore / La Prima Cosa Bella é um compacto simples do cantor e compositor Dick Danello, de 1970.

## Faixas
| N.º            | Título                                              | Duração |  |
| 1.             | "Chi Non Lavora Non Fa L'Amore" (Adriano Celentano) | 2:56    |  |
| 2.             | "La Prima Cosa Bella" (Nicola di Bari / Mogol)      | 3:31    |  |
| Duração total: | Duração total:                                      | 6:27    |  |

## Banda
- Dick Danello: voz
- Pocho e sua Orquestra: todos os instrumentos